# Курылёв, Владимир Иванович
Владимир Иванович Курылёв — советский хозяйственный, государственный и политический деятель.

## Биография
Родился в 1906 году в Полторацке. Член КПСС с 1948 года.
С 1931 года — на хозяйственной, общественной и политической работе. В 1931—1975 гг. — инженер-гидротехник в водном хозяйстве Туркменской ССР, главный инженер Министерства водного хозяйства Туркменской ССР, начальник строительства Говшутбентской и Алашаянской ГЭС, главный инженер, начальник «Тедженстроя», главный инженер «Каракумводстроя», главный инженер «Туркменгидростроя», начальник инспекции водных ресурсов Министерства водного хозяйства Туркменской ССР, директор Каракумского филиала проектного института «Среазгипроводхлопок».
За сооружение Каракумского канала имени В. И. Ленина в Туркменской ССР был в составе коллектива удостоен Ленинской премии 1965 года.
Умер в Ашхабаде в 1975 году.